# Cornelis Jacobszoon Drebbel

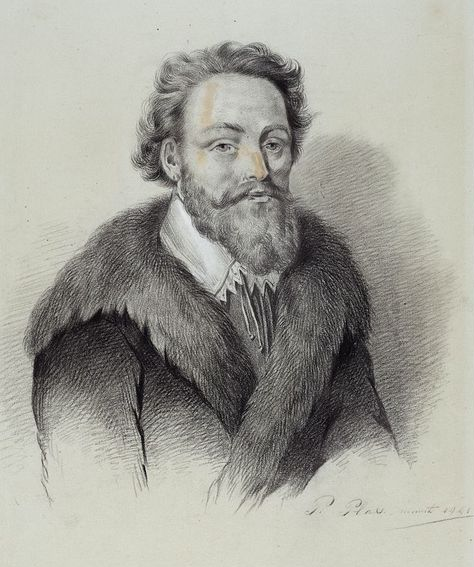
Cornelis Drebbel

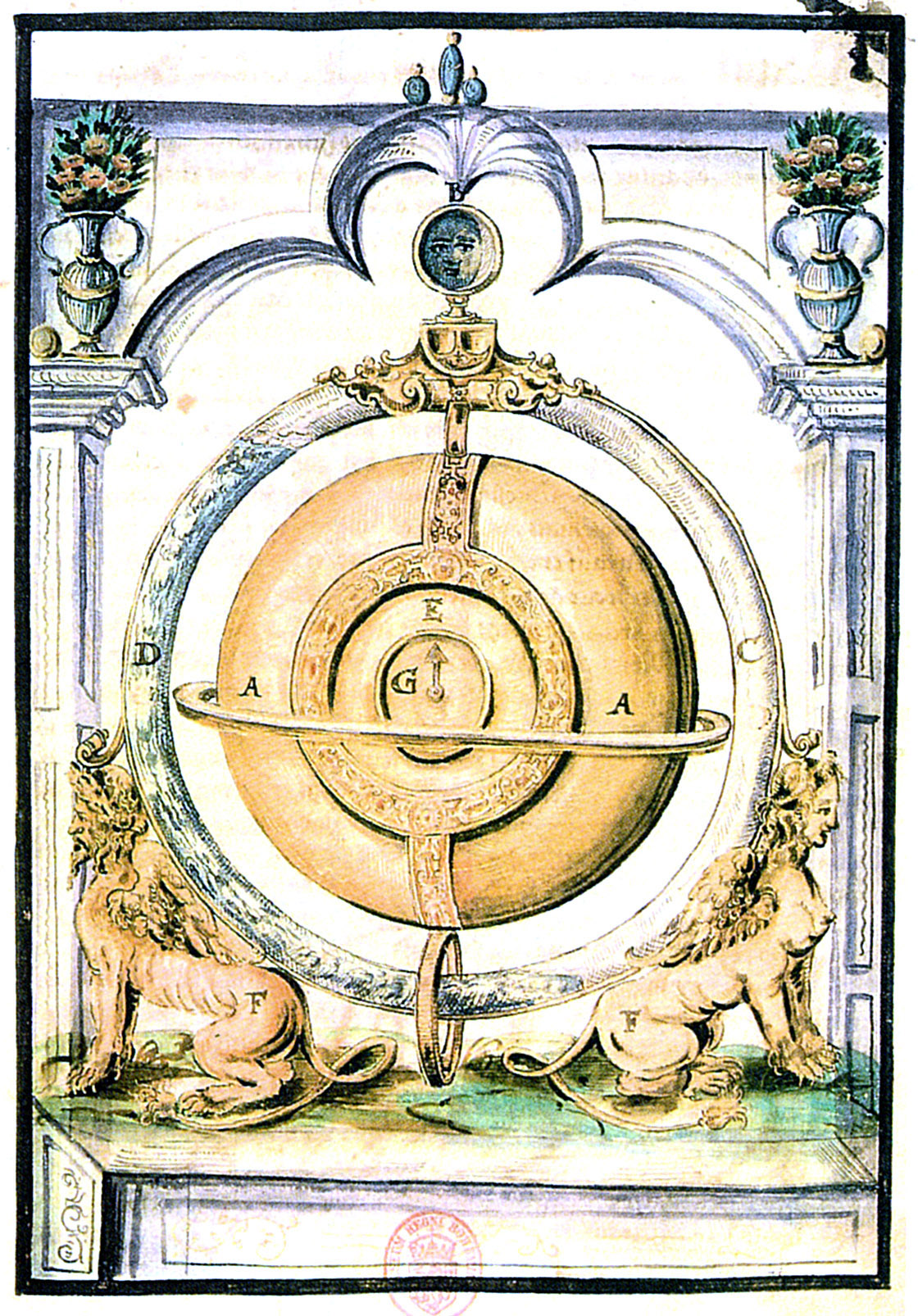
Perpetuum mobile

Cornelis Jacobszoon Drebbel (* 1572 in Alkmaar, Niederlande; † 7. November 1633 in London) war ein Erfinder, Physiker, Alchemist und Mechaniker. Er lebte die meiste Zeit seines Lebens in England. Er gilt als der Erfinder des Tauchboots.

## Leben
Um 1590 begann er seine Ausbildung an der Akademie in Haarlem, wo er auch vom Graveur Hendrick Goltzius ausgebildet wurde. Nach seiner Heirat lebte er in Alkmaar, wo er Stiche und Karten veröffentlichte. Seit 1604 arbeitete er im Dienste des englischen Königs Jakob I. Drebbel wurde durch seine teils ungewöhnlichen Erfindungen berühmt. Die wichtigsten davon sind
- ein Thermostat für einen selbst-regulierenden Ofen,
- ein nach diesem Prinzip arbeitender Inkubator für Küken,
- Geräte zur Erzeugung von Regen, Blitz, Donner und Kälte, über die aber nichts Genaues bekannt ist
- ein eigentlich von Jakob de Graeff Dircksz und Pieter Jansz Hooft entwickeltes Perpetuum mobile[1] (das seine Energie jedoch aus den Veränderungen der Lufttemperatur und des Luftdrucks gewann). 1598 erhielt er darauf ein Patent.
- eines der ersten Mikroskope[2]

1610 wurde er an den Hof Rudolfs des Zweiten nach Prag gerufen. Nach dem Tod des Kaisers kehrte Drebbel 1613 nach London zurück. Auf Wunsch von Kaiser Ferdinand II. ging er nochmals als Erzieher von dessen Söhnen nach Prag und kam nach der Einnahme von Prag 1620 in Gefangenschaft, wobei er auch sein Vermögen verlor. Auf Intervention des englischen Königs kam er wieder frei und ging zurück nach London. Am Ende seines Lebens verarmte er und wurde Wirt nahe der London Bridge.
Er führte wissenschaftliche Geräte wie Thermometer, Teleskop und Mikroskop in England ein bzw. machte sie dort bekannt und verwendete das Thermometer bei chemischen Experimenten. Er schliff Linsen und eines seiner Mikroskope kaufte Constantijn Huygens.
In London baute Drebbel das erste manövrierbare Unterwasserfahrzeug. Dieses war ein lederüberzogenes Holzruderboot, mit dem Drebbel eine Wassertiefe von 3,6 Metern erreichte. Der Überlieferung zufolge gelang ihm damit im Jahre 1620 eine Fahrt von Greenwich nach Westminster auf der Themse innerhalb von drei Stunden.

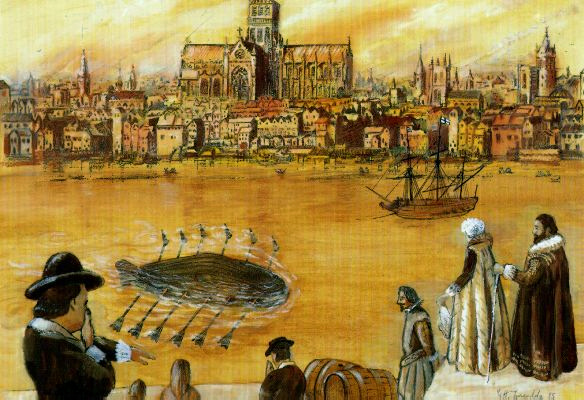
Lithographie von G. W. Tweedale

Dieses erste „U-Boot“, von zeitgenössischen Beobachtern Fahrendes Tauchboot genannt, wurde in England gebaut und hatte Platz für zwölf Ruderer und einige Passagiere. Drebbel benutzte eine Art Schnorchel, um das Innere des Bootes unter Wasser mit Sauerstoff zu versorgen. Später baute Drebbel zwei weitere nach demselben Prinzip funktionierende U-Boote in größerer Ausführung. Legenden zufolge ist sogar der englische König Jakob I. mit einem von Drebbels U-Booten mitgefahren, um dessen Sicherheit zu demonstrieren; gesichert ist immerhin, dass der König einer solchen Vorführung an der Themse beiwohnte. Trotz des erfolgreichen Funktionsnachweises von Drebbels U-Booten erweckten dessen Ideen nicht das Interesse der Royal Navy. Er war allerdings auf englischer Seite beim Entsatz der Belagerung von La Rochelle 1628 beteiligt.
Nach Robert Boyle erkannte er, dass die Luft eine Quintessenz enthält, die zum Atmen nötig ist und präsentierte eine Flüssigkeit in einer Flasche, die verbrauchte Luft ersetzt (nach J. R. Partington Alkalilauge zur Absorption von Kohlendioxid, was nach Claus Priesner aber nicht die nötige Sauerstoffzufuhr erklärt). Um was es sich genau handelte, ist nicht bekannt. Er wusste, dass bei der Erhitzung von Salpeter ein Gas freigesetzt wird.
Er erfand die Zinnbeizung in der Scharlachfärberei (Gewinnung des Farbstoffs aus der Schildlaus Cochenille), von seinem Schwiegersohn Abraham Kuffler in dessen Färberei angewandt, und regte die Anlage von Schwefelsäurefabriken in England an (in Ward). Ob er das Vitriolverfahren in industriellem Maßstab in England einführte, ist aber nicht genau bekannt. Einige schreiben ihm auch die Erfindung von Knallquecksilber zu.
Sein Ein kurzer Tractat von der Natur der Elementum (Leiden 1608) behandelt die Verwandlung der Elemente (womit Feuer, Wasser, Luft, Erde gemeint sind) und sein De quinta essentia(1621) behandelt die Anwendung von Mineralen, Pflanzen und Metallen in der Medizin.
Der Mondkrater Drebbel ist nach ihm benannt.